# Cistanche ridgewayana
Cistanche ridgewayana är en snyltrotsväxtart som beskrevs av James Edward Tierney Aitchison och Hemsl.. Cistanche ridgewayana ingår i släktet Cistanche och familjen snyltrotsväxter. Inga underarter finns listade i Catalogue of Life.